# Paragon (gille)
Paragon (eller specifik <Paragon> Lightning's Blade-EU) är ett finskt World of Warcraft (PvE)-gille. Paragons sponsor är SteelSeries och ASUS.
Paragon har räknats som det näst bästa gillet enligt WoW Progress.

## Funktionärer

### Gillemästare
- "Sejta / Seita" ‒ Tauren Druid
- "Exaard / Exaard" ‒ Blood Elf Warlock

### Officerare
- "Verdishamage" ‒ Troll Mage
- "Fragie" ‒ Blood Elf Rogue
- "Alzu" ‒ Troll Druid